# Moció de censura

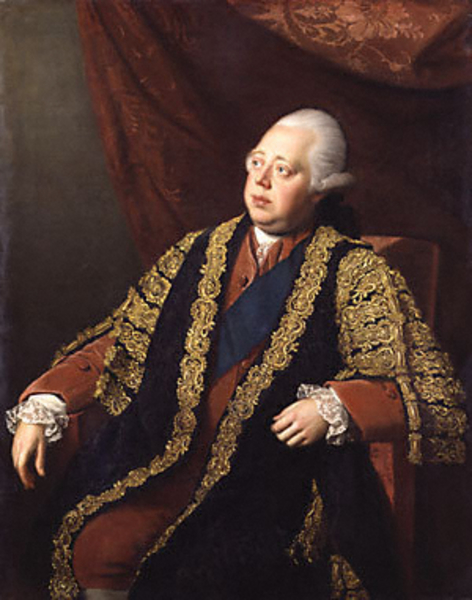
El Primer Ministre del Regne Unit Frederick North, va ser el primer cap de govern que va dimitir després d'una moció de censura

Una moció de censura és una proposició presentada i votada en una assemblea legislativa amb l'objectiu de reprovar l'acció del govern i que, en cas de ser aprovada, en comporta en la majoria dels casos la dimissió i la substitució per un d'alternatiu.

## La moció de censura segons la Constitució Espanyola
Segons l'article 113 de la Constitució Espanyola el Congrés dels Diputats pot exigir responsabilitat política al Govern per mitjà de l'adopció per majoria absoluta de la moció de censura, que ha de ser proposada per almenys una desena part dels diputats, i ha d'incloure un candidat a la Presidència del Govern. Entre la presentació de la moció de censura i la seva votació han de passar almenys cinc dies. Dins els dos primers dies es poden presentar mocions alternatives. Si la moció no és aprovada no es pot tornar a presentar dins el mateix període de sessions. Si el Congrés aprova la moció de censura el Govern presentarà la seva dimissió al Rei, i es nomenarà al candidat inclòs en la moció.

## La moció de censura a Catalunya

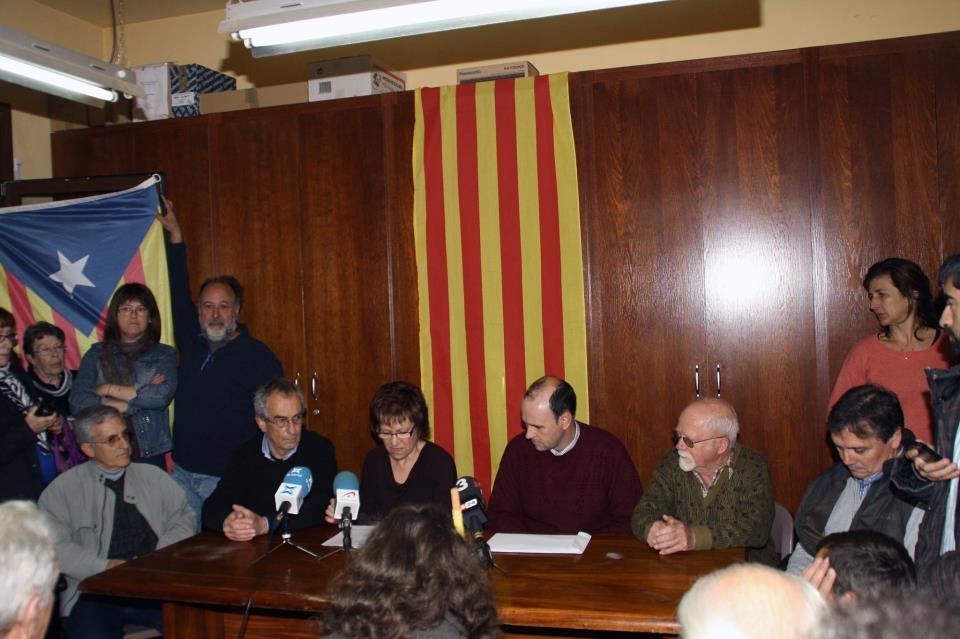
Ple municipal a Gallifa el 30/3/2013. En la moció de censura, Jordi Fornas perdé la batllia que havia obtingut el 2011.

En el cas de Catalunya el Parlament pot exigir el cessament del President de la Generalitat de Catalunya, i del Consell Executiu. La moció de censura ha d'ésser proposada com a mínim per la cinquena part, dels diputats i en la votació ha de rebre el suport de la majoria absoluta i ha d'incloure un candidat o candidata a la presidència de la Generalitat, que ha d'haver acceptat la candidatura. Admesa a tràmit, el president del Parlament ho comunica al president de la Generalitat, i als portaveus dels grups parlamentaris per si volen presentar mocions alternatives. Després es convoca un ple amb l'única finalitat de debatre i votar la moció de censura i, si escau, les alternatives. Per ser aprovada ha de ser votada per la majoria absoluta dels diputats. En aquest cas el President i el Govern de la Generalitat cessen i el candidat a la presidència és investit del càrrec. Si la moció de censura, o les alternatives, no s'aproven pel Parlament, els signataris no en podran presentar cap més durant el mateix període de sessions. Per presentar una nova moció de censura ha de passar un mes des de la votació de l'anterior.

## La moció de censura al País Valencià
Segons l'Estatut d'Autonomia del País Valencià, el President és responsable políticament davant de les Corts. Estes poden exigir la responsabilitat del Consell per mitjà de l'adopció per majoria absoluta de la moció de censura, proposada com a mínim per la quinta part dels Diputats i les Diputades i que haurà d'incloure un candidat a la Presidència. La moció de censura no podrà ser votada fins a cinc dies després de la seua presentació. Durant els dos primers dies d'este termini podran presentar-se propostes alternatives. Si la moció de censura no és aprovada, els signataris d'esta no podran presentar-ne una altra durant el mateix període de sessions. Si és aprovada, el President i el Consell cessaran en les seues funcions, i el candidat inclòs en aquella serà nomenat President de la Generalitat pel Rei. El President de la Generalitat, amb l'acord previ del Consell, podrà ordenar mitjançant Decret la dissolució de les Corts, excepte quan es trobe en tramitació una moció de censura que reunisca els requisits exigits en el Reglament de Les Corts. El President de la Generalitat podrà proposar, d'acord amb allò que determine la legislació de l'Estat, la celebració de consultes populars en l'àmbit del País Valencià, sobre qüestions d'interés general en matèries autonòmiques o locals.